# Moses Mendes
Pour les articles homonymes, voir Mendes.
Moses Mendes ou Mendez, mort en 1758, est un poète et dramaturge britannique. Il est probable qu'il ait été le librettiste, resté anonyme, de deux oratorios de Georg Friedrich Haendel : Solomon et Susanna.  

## Biographie
Moses Mendes était d'une famille juive établie à Londres. Il suivit les traces de son père en exerçant comme lui la profession d'agent de change, ce qui lui assura la richesse. Il acquit une propriété dans le Norfolk et écrivit de nombreux poèmes et pièces de théâtre, dont des livrets pour des ballad operas tels que The Double Disappointment et The Chaplet, représentés dans les grandes salles de Covent Garden et de Drury Lane dans les années 1740. 
Il rédigea aussi le texte d'un ballad opera de 1750 intitulé Robin Hood avec une musique de Charles Burney. Depuis peu on pense que Moses Mendes a pu écrire les livrets des oratorios bibliques Susanna et Solomon de Haendel qui eurent tous deux leur première représentation publique en 1749.
Mendes était franc-maçon, ayant intégré la Première Grande Loge d'Angleterre dont il aida à organiser le Grand Festival en 1738.